# Simiscincus aurantiacus
Genre
Espèce
Statut de conservation UICN

 VU B1ab(i,ii,iii,iv) : Vulnérable
Simiscincus aurantiacus, unique représentant du genre Simiscincus, est une espèce de sauriens de la famille des Scincidae.

## Répartition

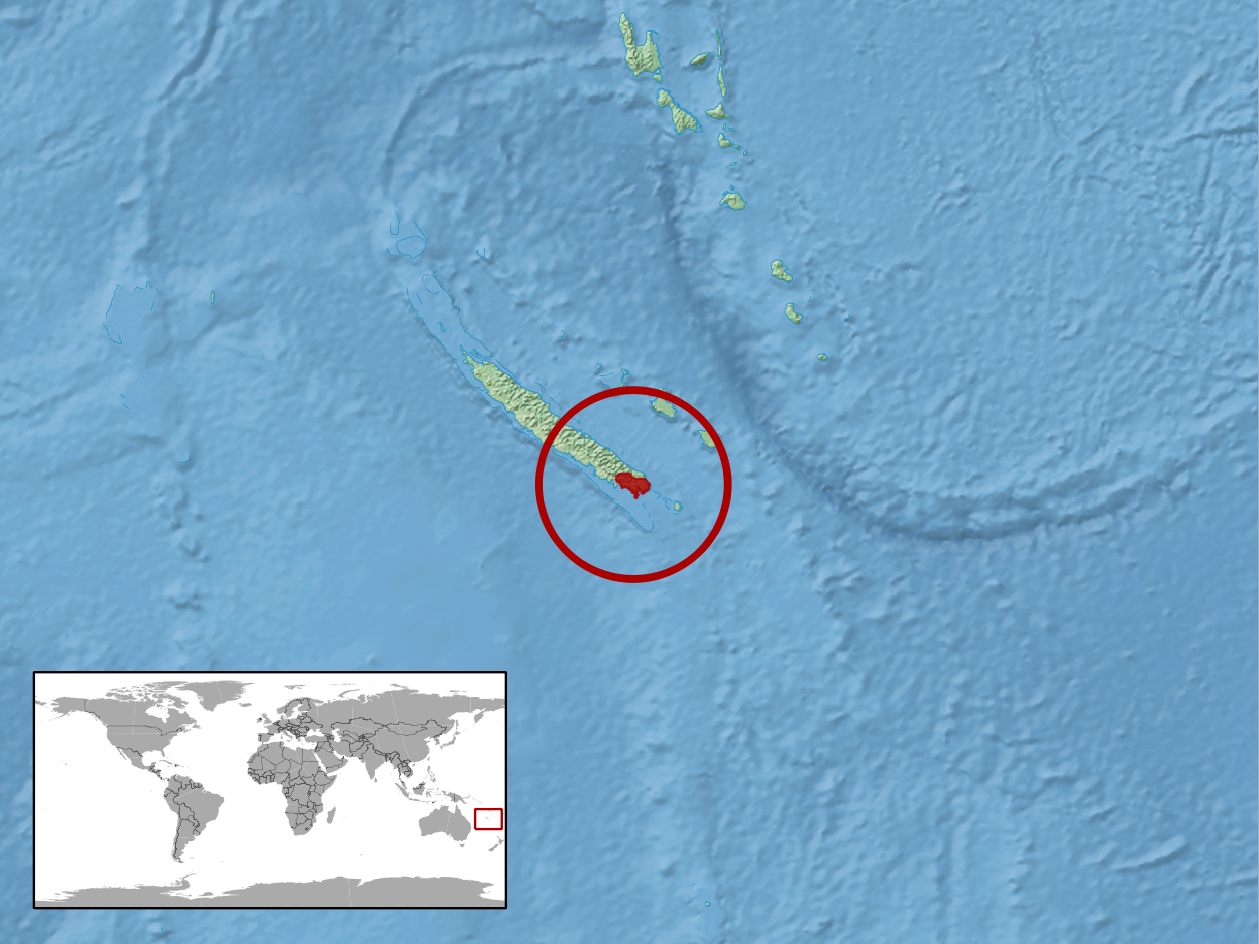
Répartition de l'espèce.

Cette espèce est endémique du Sud de la Nouvelle-Calédonie.

## Publication originale
- Sadlier & Bauer, 1997 : A new genus and species of lizard (Reptilia: Scincidae) from New Caledonia, Southwest Pacific. Pacific Science, vol. 51, no 1, p. 91-96 (texte intégral).